# James Hoge Tyler
James Hoge Tyler (* 11. August 1846 in Blenheim, Caroline County, Virginia; † 3. Januar 1925 in East Radford, Virginia) war ein US-amerikanischer Politiker und von 1898 bis 1902 Gouverneur des Bundesstaates Virginia.

## Frühe Jahre
Nachdem seine Mutter bei seiner Geburt verstorben war, wurde James Tyler von seinen Großeltern mütterlicherseits im Pulaski County erzogen. Sein Großvater James Hoge war General der US Army gewesen. Die Familie Hoge entstammte dem britischen Hochadel. Weitläufig war die Familie auch mit dem britischen Königshaus verwandt. Nach dem Tod des Großvaters im Jahr 1861 kehrte James Tyler zu seinem Vater in das Caroline County zurück.

## Politischer Aufstieg
Trotz seiner Jugend von 16 Jahren trat James Tyler im Jahr 1862 in die Armee der Konföderierten Staaten ein, in deren Reihen er während des Bürgerkriegs kämpfte. Nach dem Krieg arbeitete er als Farmer im Pulaski County. Tyler wurde Mitglied der Demokratischen Partei. Er war für kurze Zeit Mitglied des Senats von Virginia sowie zwischen 1890 und 1894 als Vizegouverneur von Virginia Stellvertreter von Gouverneur Philip W. McKinney. Im Jahr 1893 konnte er sich innerhalb seiner Partei nicht durchsetzen und die angestrebte Nominierung für das Amt des Gouverneurs nicht erringen. Vier Jahre später hatte er dann mehr Erfolg. Er gewann nicht nur die Nominierung, sondern auch die anschließenden Gouverneurswahlen.

## Gouverneur von Virginia
James Tyler trat sein Amt am 1. Januar 1898 an. In seiner vierjährigen Amtszeit wurde der Etat für die öffentlichen Schulen erhöht und ein erstes Arbeitsamt (State Labor Bureau) wurde geschaffen. In seine Amtszeit fällt auch der Spanisch-Amerikanische Krieg zu dem auch Virginia seinen Beitrag leisten musste, der sich aber wegen der Kürze des Krieges in Grenzen hielt.

## Weiterer Lebenslauf
Nach dem Ende seiner Gouverneurszeit am 1. Januar 1902 widmete sich Tyler wieder seinen landwirtschaftlichen und anderen privaten Interessen. Er wurde Präsident des Virginia State Farmers Institute und einer Viehzüchtervereinigung. Außerdem war er Kurator einer theologischen Schule sowie im Vorstand des Hampden-Sydney College und eines Waisenheims. Tyler engagierte sich auch während seines ganzen Lebens für die Presbyterianische Kirche, deren Vorstand er mehrfach angehörte. Er war Delegierter auf deren Kirchentreffen in Toronto in Kanada und in Glasgow in Schottland. In den letzten Jahren seines Lebens befasste sich Tyler mit der Familiengeschichte seiner mütterlichen Vorfahren, der Familie Hoge, deren von ihm verfasste Geschichte im Jahr 1927, zwei Jahre nach seinem Tod, posthum veröffentlicht wurde. Seit 1868 war James Tyler mit Sue Montgomery Hammett verheiratet, mit der er acht Kinder hatte.